# نتسشكاو
نتسشكاو (بالألمانية: Netzschkau) هي بلدة ألمانية تقع في ألمانيا في ساكسونيا. يقدر عدد سكانها بـ 4,361 نسمة .

## أعلام
- هوجو هارتونج